# Living Eyes (album Bee Gees)
Living Eyes è il sedicesimo album dei Bee Gees, uscito nel 1981.

## Tracce
1. Living Eyes – 4:20
2. He's a Liar – 4:05
3. Paradise – 4:21
4. Don't Fall in Love with Me – 4:57
5. Soldiers – 4:28
6. I Still Love You – 4:27
7. Wildflower – 4:26
8. Nothing Could Be Good – 4:13
9. Cryin' Everyday – 4:05
10. Be Who You Are – 6:42